# Trichophyton rubrum
Trichophyton rubrum es un hongo dermatofito antropofílico (que afecta al ser humano). Es la causa más frecuente de enfermedades de la piel como el pie de atleta, tinea cruris y tiña. Este hongo se descubrió por primera vez por Malmsten en 1845. El crecimiento de las colonias de Trichophyton es de lento a moderadamente rápido. La coloración de frente puede ser blanca, beige amarillento claro o violeta rojizo. Reverso pálido, amarillento, marrón o marrón rojizo. Así mismo este hongo es la causa más común de infecciones en las uñas.

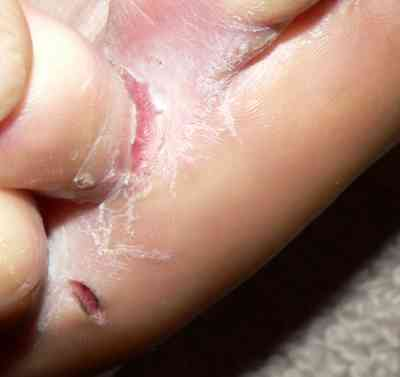
Pie de atleta causado por Trichophyton rubrum.

- Datos: Q138834
- Multimedia: Trichophyton rubrum / Q138834
- Especies: Trichophyton rubrum